# Трикомо (окръг Фамагуста)
Трѝкомо (на гръцки: Τρίκωμο; на турски: İskele) е град в Кипър, окръг Фамагуста. Според статистическата служба на Северен Кипър през 2011 г. има 1948 жители.
Де факто е под контрола на непризнатата Севернокипърска турска република. Получава статут на община на 1 юни 1998 г. Административен център е на окръг Искеле, Северен Кипър.

## История
Преди турското нашествие от 1974 г., населението на Трикомо е от предимно кипърски гърци. Повечето от тях бягат или са транспортирани на юг. През същата година кипърските турци от Ларнака (Искеле на турски), се преселват в Трикомо и го наричат Ново Искеле, а по-късно само Искеле. Градът е известен със своя годишен фолклорен фестивал и църквата „Панагия Теотокос“, в която се помещават редки екземпляри на средновековната иконография в Кипър. В църквата има православна и католическа секция. Православната датира от византийско време, докато католическата е построена през 12 век., по времето на Кипърското кралство.